# New Hampshire Motor Speedway

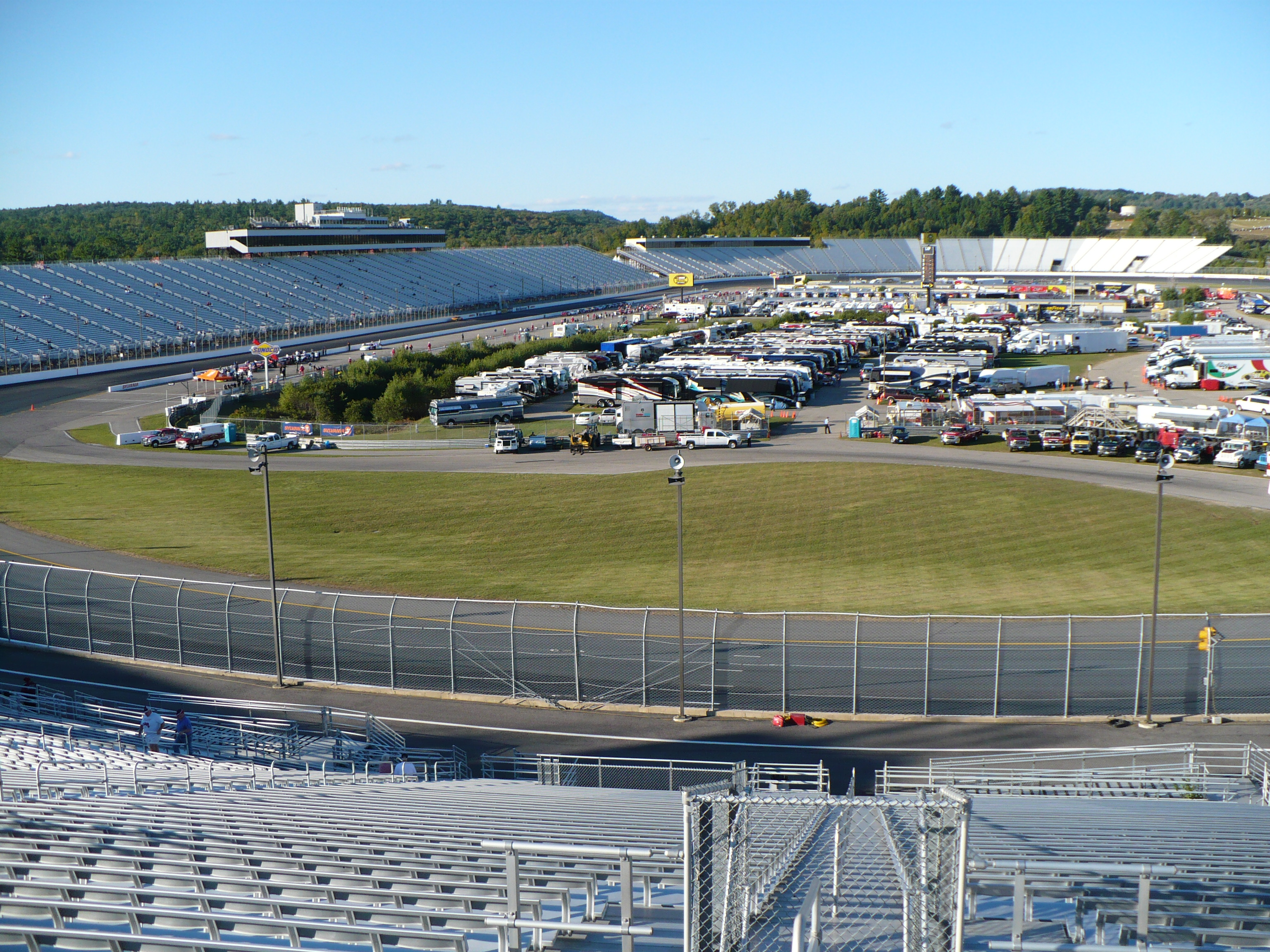
Vista de la sección interna del óvalo.

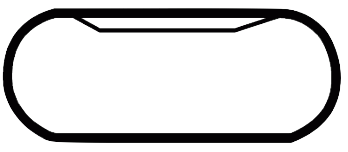
New Hampshire Motor Speedway

New Hampshire International Speedway (nombre oficial desde 2007: New Hampshire Motor Speedway) es un óvalo de 1,058 millas (1.703 metros) situado en la población de Loudon, estado de Nuevo Hampshire, Estados Unidos. Ha acogido carreras de la NASCAR Cup Series desde el año 1993, la Champ Car desde 1992 hasta 1995, la IndyCar Series entre 1996 y 1998 y luego en 2011, así como la carrera de motociclismo de velocidad Loudon Classic y competiciones del Sports Car Club of America y de karting. Es el óvalo más importante de Nueva Inglaterra, uno de los dos autódromos más importantes de la región, junto con Lime Rock Park, y el recinto deportivo más grande de allí. La pista actualmente es propiedad de Speedway Motorsports.

## Historia
La pista se denominaba originalmente Bryar Motorsports Park y había sido inaugurada en el año 1960. El empresario Bob Bahre la compró, reconstruyó por completo y reinauguró en junio de 1990 con el nombre New Hampshire International Speedway. Su construcción fue muy inusual para una pista de carreras, ya que fue diseñado y construido sin consultar a ingenieros, y la colaboración de apenas un inspector.
NASCAR hizo su debut en la pista en julio de 1990, con una carrera de la NASCAR Busch Series. Durante tres años, la Busch Series organizó un dos carreras en New Hampshire por año. La NASCAR Truck Series corrió en New Hampshire desde 1996 hasta 2011.
Loudon tuvo su primera carrera de la NASCAR Cup Series en el calendario de 1993. Esa carrera fue también la última carrera de Davey Allison.
Después de la temporada de 1996, Bahre y Bruton Smith compraron North Wilkesboro Speedway y sustituyó una de sus fechas de la Copa NASCAR por otra en New Hampshire. La segunda carrera se celebra a mediados de septiembre. Desde 2004, ha sido la primera fecha de la Caza por la Copa.
En 2000, la pista fue el sitio de un par de accidentes mortales que se cobró la vida de los conductores jóvenes prometedores. En mayo, mientras que para la práctica de una carrera de Busch Series, Adam Petty falleció cuando su acelerador pegado a su vez de salir el segundo, lo que resulta en una máxima velocidad de choque de cabeza en el centro de la tercera y cuarta vueltas. Cuando la NASCAR Cup Series hizo su primera aparición de la temporada, la misma suerte corrió Kenny Irwin Jr., el Novato del Año 1998. Por razones de seguridad, se decidió equipar a los automóviles con placas restrictoras en la toma de aire, en su regreso a la pista en septiembre de 2000. Fue la única vez que la NASCAR los utilizó en un óvalo corto.
Las 300 millas de New Hampshire de 2001 fueron programadas originalmente para el 16 de septiembre, el domingo después de los atentados del 11 de septiembre. NASCAR inicialmente anunció que la carrera se celebrará como estaba previsto, pero luego se aplazó hasta el 23 de noviembre de ese año, que fue el viernes después del día de acción de gracias.
En 2002, se reasfaltó la pista y se añadió peralte progresivo, de 4 grados en el carril interno y de 7 grados en la periferia. La adición de barreras SAFER se hizo en 2003.
En septiembre de 2003, el automóvil de Dale Jarrett se quedó en el centro de la pista y estuvo cerca de ser impactado por otros automóviles que mantenían el ritmo de carrera hasta alcanzar la línea de meta, lo cual estaba permitido. Como consecuencia, la NASCAR abandonó esa regla.

## Ganadores

### NASCAR
| Año  | Cup Series (julio) | Cup Series (julio) | Cup Series (septiembre) | Cup Series (septiembre) | Xfinity Series     | Truck Series      |
| Año  | Piloto             | Marca              | Piloto                  | Marca                   | Piloto             | Piloto            |
| ---- | ------------------ | ------------------ | ----------------------- | ----------------------- | ------------------ | ----------------- |
| 1990 | -                  | -                  | -                       | -                       | Tommy Ellis        | -                 |
| 1991 | -                  | -                  | -                       | -                       | Kenny Wallace      | -                 |
| 1992 | -                  | -                  | -                       | -                       | Jeff Burton        | -                 |
| 1993 | Rusty Wallace      | Pontiac            | -                       | -                       | Robert Pressley    | -                 |
| 1994 | Ricky Rudd         | Ford               | -                       | -                       | Derrike Cope       | -                 |
| 1995 | Jeff Gordon        | Chevrolet          | -                       | -                       | Chad Little        | -                 |
| 1996 | Ernie Irvan        | Ford               | -                       | -                       | Randy LaJoie       | Ron Hornaday Jr.  |
| 1997 | Jeff Burton        | Ford               | Jeff Gordon             | Chevrolet               | Mike McLaughlin    | Jay Sauter        |
| 1998 | Jeff Burton        | Ford               | Jeff Gordon             | Chevrolet               | Buckshot Jones     | Andy Houston      |
| 1999 | Jeff Burton        | Ford               | Joe Nemechek            | Chevrolet               | Elton Sawyer       | Dennis Setzer     |
| 2000 | Tony Stewart       | Pontiac            | Jeff Burton             | Ford                    | Tim Fedewa         | Kurt Busch        |
| 2001 | Dale Jarrett       | Ford               | Robby Gordon            | Chevrolet               | Jason Keller       | Jack Sprague      |
| 2002 | Ward Burton        | Dodge              | Ryan Newman             | Ford                    | Bobby Hamilton Jr. | Terry Cook        |
| 2003 | Jimmie Johnson     | Chevrolet          | Jimmie Johnson          | Chevrolet               | David Green        | Jimmy Spencer     |
| 2004 | Kurt Busch         | Ford               | Kurt Busch              | Ford                    | Matt Kenseth       | Travis Kvapil     |
| 2005 | Tony Stewart       | Chevrolet          | Ryan Newman             | Dodge                   | Martin Truex Jr.   | Rick Crawford     |
| 2006 | Kyle Busch         | Chevrolet          | Kevin Harvick           | Chevrolet               | Carl Edwards       | Johnny Benson Jr. |
| 2007 | Denny Hamlin       | Chevrolet          | Clint Bowyer            | Chevrolet               | Kevin Harvick      | Ron Hornaday Jr.  |
| 2008 | Kurt Busch         | Dodge              | Greg Biffle             | Ford                    | Tony Stewart       | Ron Hornaday Jr.  |
| 2009 | Joey Logano        | Toyota             | Mark Martin             | Chevrolet               | Kyle Busch         | Kyle Busch        |
| 2010 | Jimmie Johnson     | Chevrolet          | Clint Bowyer            | Chevrolet               | Kyle Busch         | Kyle Busch        |
| 2011 | Ryan Newman        | Chevrolet          | Tony Stewart            | Chevrolet               | Kyle Busch         | Kyle Busch        |
| 2012 | Kasey Kahne        | Chevrolet          | Denny Hamlin            | Toyota                  | Brad Keselowski    | -                 |
| 2013 | Brian Vickers      | Toyota             | Matt Kenseth            | Toyota                  | Kyle Busch         | -                 |
| 2014 | Brad Keselowski    | Ford               | Joey Logano             | Ford                    | Brad Keselowski    | Cole Custer       |
| 2015 | Kyle Busch         | Toyota             | Matt Kenseth            | Toyota                  | Denny Hamlin       | Austin Dillon     |
| 2016 | Matt Kenseth       | Toyota             | Kevin Harvick           | Chevrolet               | Kyle Busch         | William Byron     |
| 2017 | Denny Hamlin       | Toyota             | Kyle Busch              | Toyota                  | Kyle Busch         | Christopher Bell  |
| 2018 | Kevin Harvick      | Ford               | -                       | -                       | Christopher Bell   | -                 |
| 2019 | Kevin Harvick      | Ford               | -                       | -                       | Christopher Bell   | -                 |
| 2020 | Brad Keselowski    | Ford               | -                       | -                       | -                  | -                 |
| 2021 | Aric Almirola      | Ford               | -                       | -                       | Christopher Bell   | -                 |

### Monoplazas
| CART           | CART             | CART                  | CART        | CART             | CART |
| Año            | Piloto           | Automóvil             | Equipo      | Indy Lights      |      |
| -------------- | ---------------- | --------------------- | ----------- | ---------------- | ---- |
| 1992           | Bobby Rahal      | Lola Chevrolet-Ilmor  | Rahal/Hogan | Adrián Fernández |      |
| 1993           | Nigel Mansell    | Lola Ford-Cosworth    | Newman/Haas | Steve Robertson  |      |
| 1994           | Al Unser Jr.     | Penske Mercedes-Ilmor | Penske      | Greg Moore       |      |
| 1995           | André Ribeiro    | Reynard Honda         | Tasman      | Greg Moore       |      |
| IndyCar Series |                  |                       |             |                  |      |
| 1996           | Scott Sharp      | Lola Ford-Cosworth    | Foyt        | -                |      |
| 1997           | Robbie Buhl      | G-Force Oldsmobile    | Menard      | -                |      |
| 1998           | Tony Stewart     | Dallara Oldsmobile    | Menard      | -                |      |
| 2011           | Ryan Hunter-Reay | Dallara Honda         | Andretti    | Josef Newgarden  |      |